# Јелшовец
Јелшовец (слч. Jelšovec) насељено је мјесто са административним статусом сеоске општине (слч. obec) у округу Лучењец, у Банскобистричком крају, Словачка Република.

## Становништво
| Година:    | 1994. | 2004.    | 2014.    | 2024.   |
| ---------- | ----- | -------- | -------- | ------- |
| Број људи: | 188   | 274      | 314      | 303     |
| Разлика:   |       | +45,74 % | +14,59 % | -3,50 % |

| Година:    | 2023. | 2024.   |
| ---------- | ----- | ------- |
| Број људи: | 315   | 303     |
| Разлика:   |       | -3,80 % |

Према подацима о броју становника из 2011. године насеље је имало 311 становника.